# Kamał Ustarchanow
Kamał Basirowicz Ustarchanow (ros. Камал Басирович Устарханов; ur. 28 maja 1983) – rosyjski zapaśnik walczący w stylu wolnym. Zajął jedenaste miejsce na mistrzostwach świata w 2003. Drugi w Pucharze Świata w drużynie w 2004. Mistrz Europy kadetów w 2000 roku.
Mistrz Rosji w 2003 roku.